# Premiers sur la Lune (film)
Pour les articles homonymes, voir Premiers sur la Lune (homonymie).
Pour plus de détails, voir Fiche technique et Distribution.
Les Premiers sur la Lune (Первые на Луне, Pervy na Loune) est un film faux documentaire russe, réalisé en 2004, par Alekseï Fedortchenko, dont c'était le premier film long-métrage comme réalisateur.

## Synoptique
En 1938, en URSS, les soviétiques, dans une atmosphère de secret exceptionnelle, se préparent  à lancer un vaisseau spatial avec des hommes à bord vers la Lune. Tous leurs préparatifs sont filmés par des caméras cachées. La sélection et l'entrainement des futurs pilotes spatiaux sont réalisés avec le matériel et la technique ad hoc. Parmi les sélectionnés se trouve le capitaine Ivan Sergueïevitch Kharlamov.
Après le lancement, un accident se produit et la liaison avec la fusée est interrompue. Le constructeur essaye de s'enfuir à l'étranger. Après quelque temps, un étrange météorite tombe sur la terre au Chili.
À la fin du XXe siècle un groupe de passionnés découvre ces évènements et recueille les matériaux, retrouve les films des caméras cachées, trouve des témoins oculaires ou ceux qui les ont connus. Ils retrouvent beaucoup mais pas tout.

## Fiche technique
- Titre : Premiers sur la Lune
- Titre original : Первые на Луне, Pervy na Loune
- Réalisation : Alekseï Fedortchenko
- Scénario : Ramil Iamaleev
- Auteur : Alexandre Gonorovski
- Photographie : Anatoli Lesnikov
- Producteur : Dmitri Sergueïevitch Vorobiov
- Sociétéde production : Sverdlovskaïa kinostoudia
- Musique : Sergueï Sidelnikov
- Pays :  Russie
- Genre : Faux documentaire
- Budget : 1 millions de $
- Durée : 75 minutes
- Date de sortie : 2005

## Distribution
- Boris Vlassov
- Viktoria Ilinskaïa
- Andreï Ossipov
- Anatoli Otradnov

## Tournage
La présentation du sujet est prolongée dans le temps  en partant de nos jours jusqu'à la période du Moyen Âge. La plupart des épisodes sont tournés à Ekaterinbourg, mais le film a nécessité des déplacements en Russie, en Ukraine, en Malaisie, en Polynésie, au Chili .
L'entrainement des cosmonautes est filmé à Tcheliabinsk, à l'institut aéronautique. On y trouve les  véritables moyens techniques de la  Cité des étoiles, sur lesquels s'est entraîné  Youri Gagarine. Les acteurs ont travaillé sans doublage et ont subi les tests de la centrifugeuse, malgré la pénibilité. Même pour des professionnels qui les subissent.

## Critique
Lilia Nemtchenko est professeur d'histoire du cinéma à l'université de l'Oural (Ekaterinbourg). Elle étudie la présence du passé soviétique dans la culture contemporaine, et dans le cinéma russe actuel. Ce passé soviétique se présente, pour les chercheurs, comme une mode, comme un objet d'étude historique, ou encore comme une source de nostalgie. Les années 1960 ont fait, en Russie, l'objet d'une mythisation politique, malgré les évènements négatifs réels de cette époque (répressions de Khrouchtchev, malgré les avancées après la mort de Staline en 1953). Un outil de démythisation peut consister à présenter des évènements douloureux du passé soviétique, notamment  grâce au cinéma. 
Le réalisateur Alekseï Fedortchenko présente avec son faux documentaire le mythe de l'avancée des sciences en URSS. En 1935, avant la Seconde Guerre mondiale, les soviétiques auraient été les premiers à construire un vaisseau spatial qui permette à l'homme d'aller dans la Lune. Le film montre comment, à cette fin, le pouvoir utilise l'homme et le transforme en un produit jetable, un petit rouage du système. Ce film déclenche une prise de conscience en matière d'Histoire nationale en Russie. L'abnégation des cosmonautes est présentée comme elle serait dans la réalité. À la suite d'un accident, le pouvoir se trouve dans l'obligation d'éliminer les témoins qui ont participé à l'expérience. Ce qu'il fait sobrement, proprement, grâce à sa machinerie répressive très efficace. Fedortchenko semble construire le mythe du peuple soviétique capable de surmonter les lois de la physique, mais en même temps il le déconstruit en mettant en avant la logique inhumaine de ce régime.

## Récompenses et distinctions
- Prix du meilleur documentaire, programme Horizons de la 62e Mostra de Venise.
- Prix du meilleur début au festival russe de Kinotavr (2005)
- Prix de la guilde des historiens et critiques de cinéma au festival Kinotavr (2005)
- Prix Calèche d'or, Zagreb, 2005
- Grand prix du jury des Utopiales 2005
- 3 prix Éléphant blanc (Bely slon) : meilleur début, meilleur scénario, meilleure œuvre d'artiste.